# 히코산역
히코산역(일본어: 彦山駅)은 일본 후쿠오카현 다가와군 소에다정에 있는 규슈 여객철도 히타히코산 선의 철도역이다.

## 역 구조
역사에 인접해서 단선 승강장 1면 1선과 섬식 승강장 1면 2선, 합계 2면 3선의 승강장을 가진 지상역이다. 현재는 무인역이다.

## 역 주변
- 히코산

## 역사
- 1942년 8월 25일 : 철도성이 니시소에다 - 히코산 간 연신에 수반해 다가와 선의 역으로서 개업.
- 1945년 11월 12일 : 후타마타 터널 폭발사고로 역 건물 중파.
- 1960년 4월 1일 : 구간 분리 · 통합에 수반해 히타히코산 선의 소속으로 된다.
- 1987년 4월 1일 : 국철 분할 민영화에 의해 규슈 여객철도로 승계.

## 인접 역
| 히타히코산 선        | 히타히코산 선 | 히타히코산 선            |
| -------------------- | ------------- | ------------------------ |
| 부젠마스다 조노 방면 | ■ 보통        | 지쿠젠이와야 요아케 방면 |